# NGC 4178
NGC 4178 este o galaxie spirală situată în constelația Fecioara. A fost descoperită în 11 aprilie 1825 de către John Herschel. Se află la o distanță de 13,3 megaparseci de Pământ.